# Papirus 81
Papirus 81 (według numeracji Gregory-Aland), oznaczany symbolem {\displaystyle {\mathfrak {P}}^{81}} – grecki rękopis Nowego Testamentu, spisany w formie kodeksu na papirusie. Paleograficznie datowany jest na IV wiek. Zawiera fragmenty 1. Listu Piotra.

## Opis
Zachowały się tylko fragmenty 1. Listu Piotra (2,20-3,1.4-12).

## Tekst
Tekst grecki kodeksu reprezentuje aleksandryjską tradycję tekstualną. Kurt Aland zaklasyfikował go do kategorii II.

## Historia
Tekst rękopisu opublikowany został przez S. Daris w 1967 roku. Aland umieścił go na liście rękopisów Nowego Testamentu, w grupie papirusów, dając mu numer 81.
Rękopis datowany jest przez INTF na IV wiek.
Jest cytowany w krytycznych wydaniach Nowego Testamentu (NA27, UBS4).
Obecnie przechowywany jest w prywatnej bibliotece S. Daris (№ 20) w Trieście.